# Ultralehké letadlo

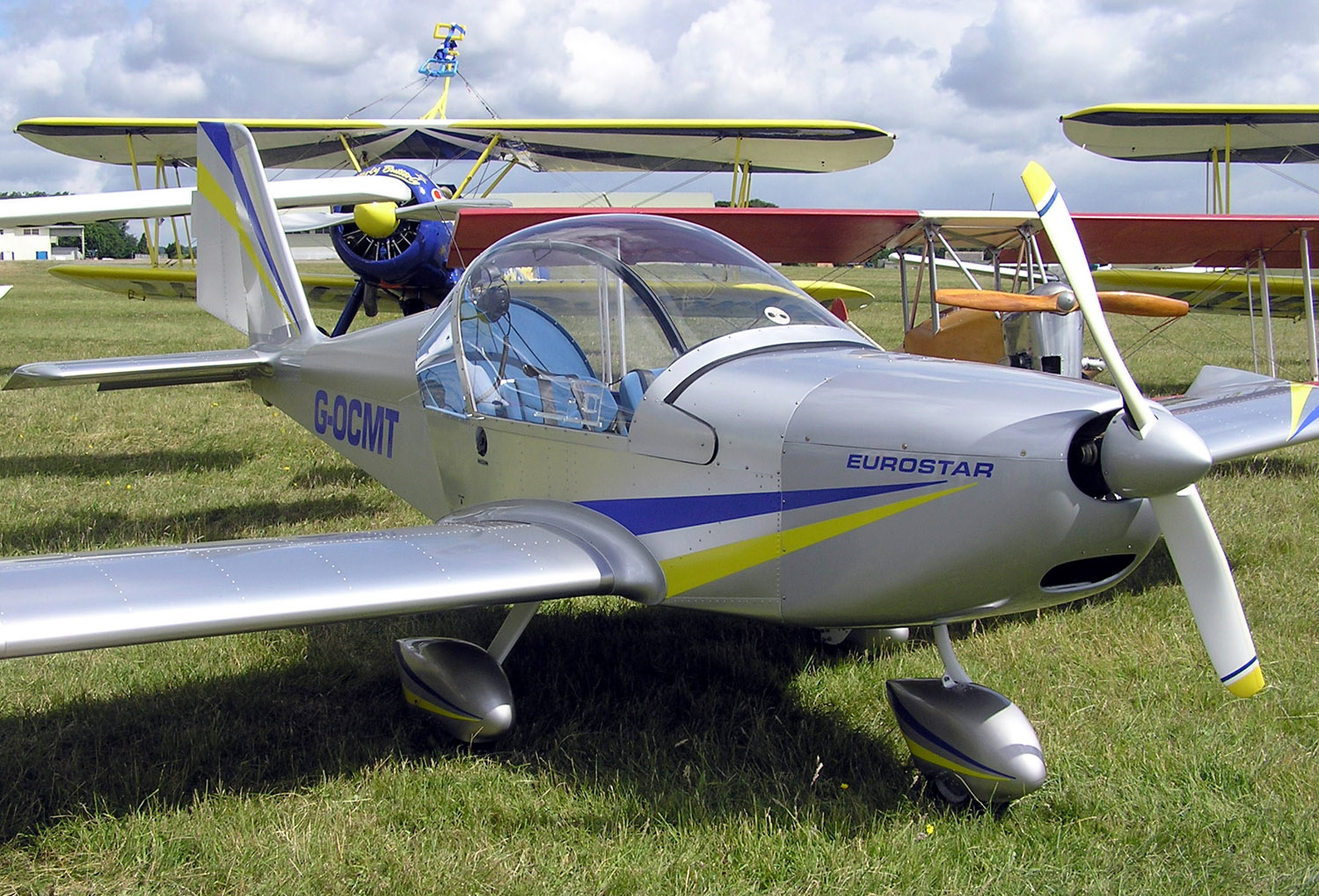
Ultralehký letoun EV-97 Eurostar

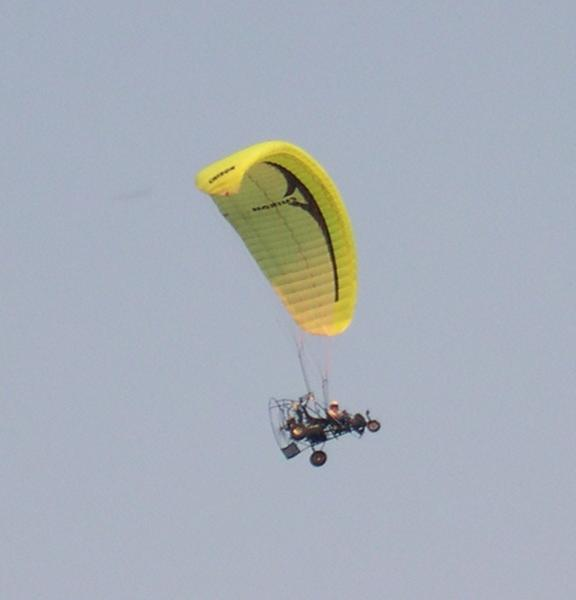
Motorový padákový kluzák

Ultralehké letadlo (Ultralight, UL, Microlight) je letadlo s omezenou maximální vzletovou hmotností pro maximálně dvě osoby. V České republice je řazeno mezi sportovní létající zařízení a jeho maximální povolená vzletová hmotnost MTOW činí 600 kilogramů (650 kg pokud je letoun určen k použití na vodě). Definice a požadavky na vlastnosti ultralehkých letadel se v různých zemích liší; pravidla pro provoz evropských ultralehkých letadel se udržují v rámci národních organizací, které se sdružují v mezinárodní organizaci European Microlight Federation (EMF).

## Ultralehká letadla v Česku
V České republice provádí dohled nad provozem ultralehkých letadel a uděluje typové certifikáty pro jejich provoz Letecká amatérská asociace České republiky (LAA ČR), která je též členem EMF, a která k tomu byla pověřena Ministerstvem dopravy a spojů ČR v souladu s ustanovením §81 odst. 2) zákona o civilním letectví č. 49/1997 Sb.